# 古城街道 (洛阳市)
古城街道，是中华人民共和国河南省洛陽市洛龙区下辖的一个乡镇级行政单位。

## 行政区划
古城街道下辖以下地区：
焦屯村、范滩村、陈李寨村、锉李村、马圪垱村、西杨屯村、老贯庄村、位屯东村、位屯西村、小寨村、洛阳理工学院社区和河南科技大学社区。